# Kohalli, Athni
Kohalli là một làng thuộc tehsil Athni, huyện Belgaum, bang Karnataka, Ấn Độ.